# Lâu đài Hohenschwangau

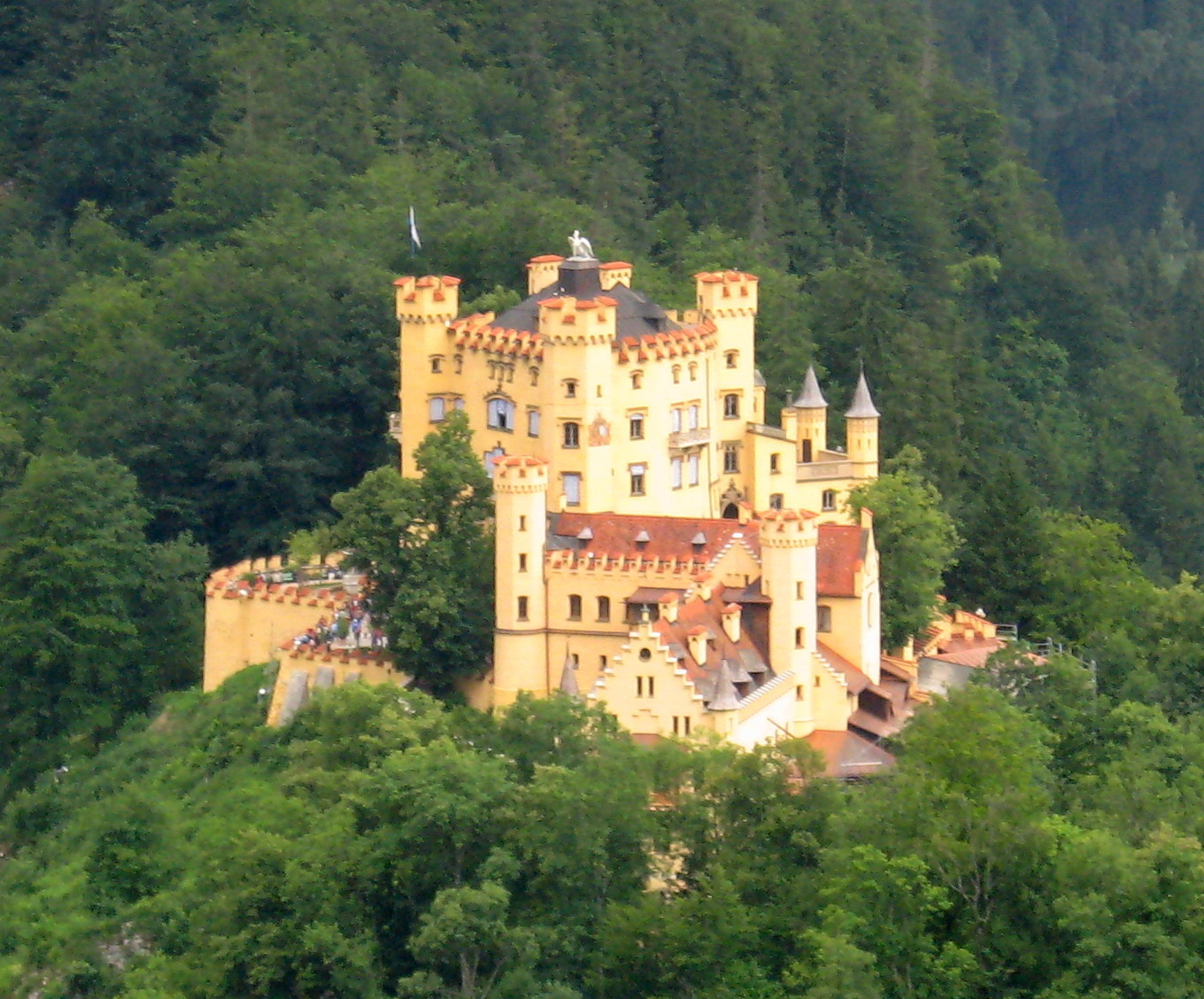
Lâu đài Hohenschwangau

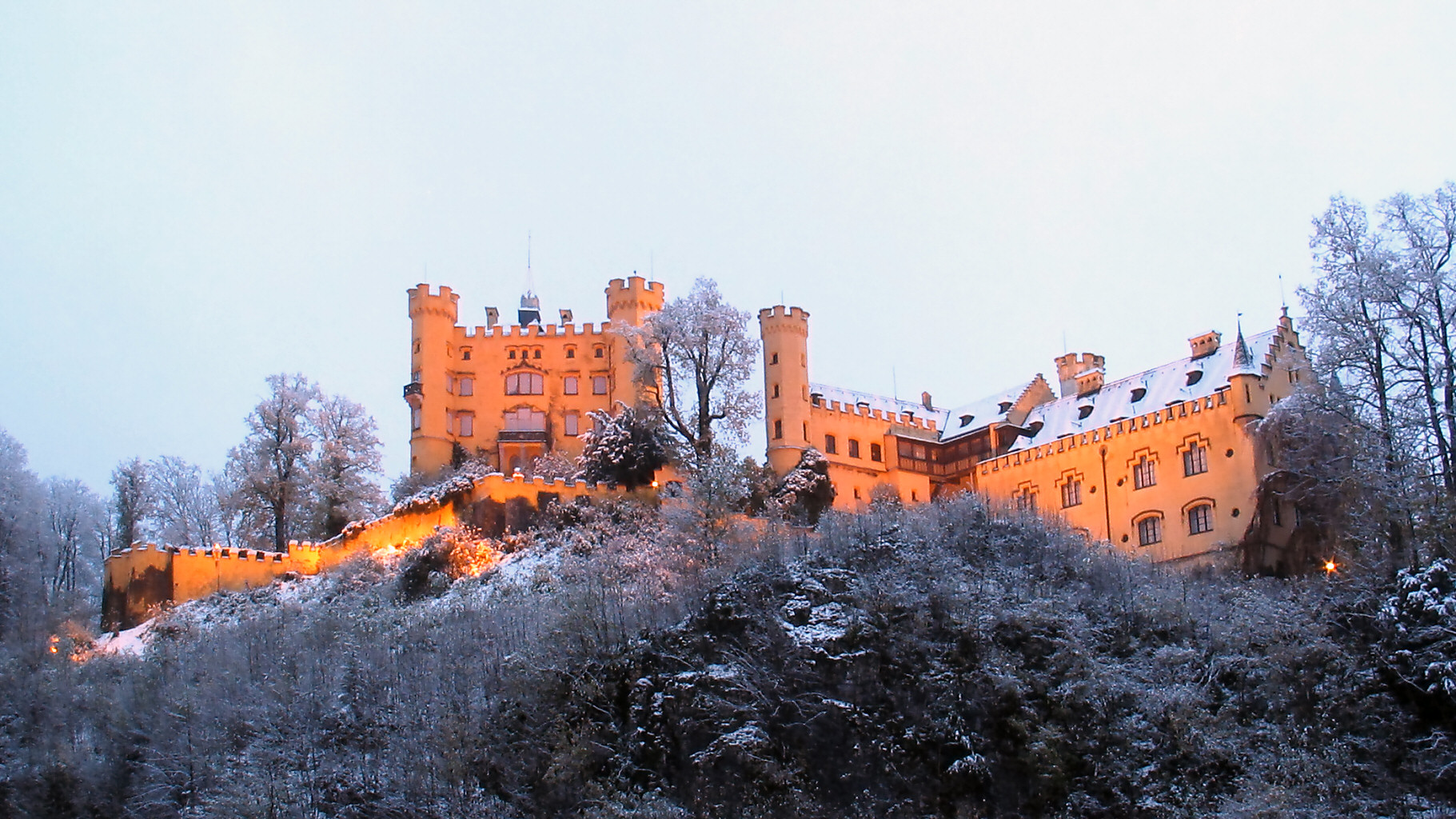

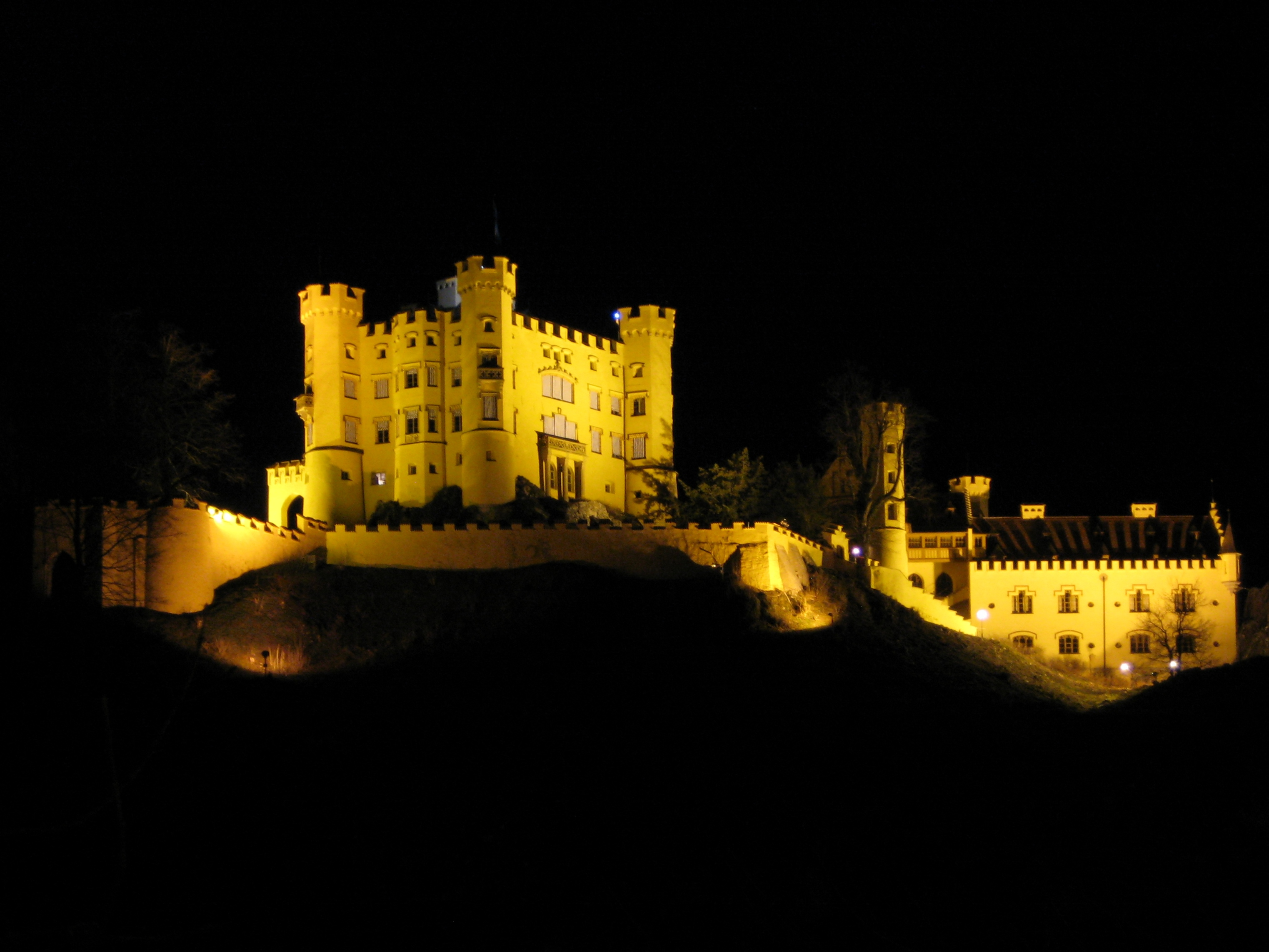
Lâu đài Hohenschwangau về đêm

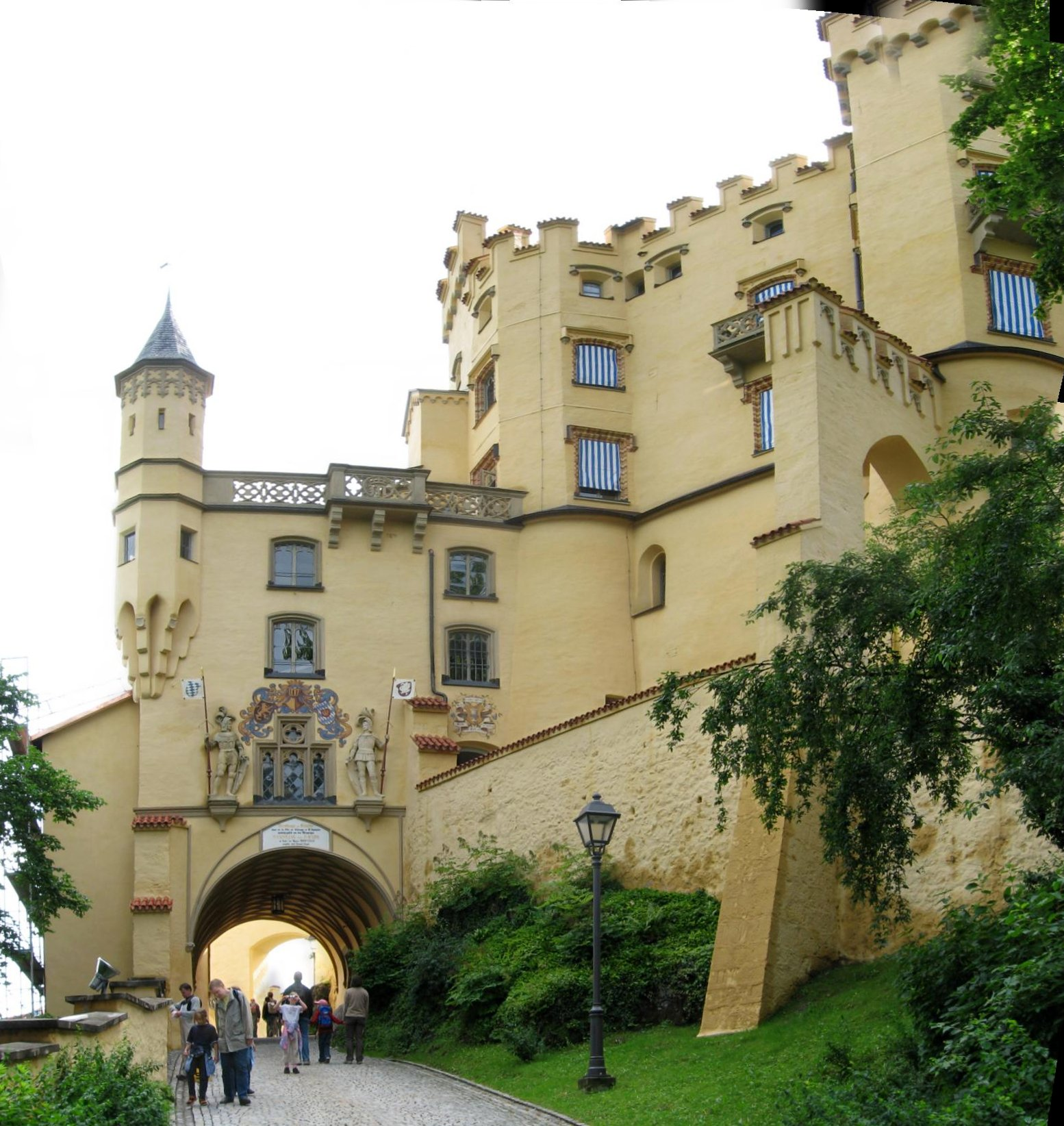
Cổng vào

Lâu đài Hohenschwangau được xây vào thế kỷ 19 ở làng Hohenschwangau, xã Schwangau gần thành phố Füssen, Bayern, Đức, không xa biên giới Áo. Vua Ludwig II của Bayern đã sống một thời gian ở đây vào thời niên thiếu. Lâu đài này được xây bởi cha ông, vua Maximilian II của Bayern.

## Lịch sử
Lâu đài Hohenschwangau được xây trên thành trì cổ, bỏ hoang Schuangau, đã có ít nhất từ thế kỷ 12. Nó đã được dùng làm chỗ cư ngụ của chính quyền địa phương Schwangau. Vào năm 1523, tường thành của lâu đài được cho là quá mỏng để phòng thủ. Sau khi được các hiệp sĩ nhường lại vào thế kỷ 16, thành trì này đã thay đổi chủ nhiều lần. Nó bị mục nát dần dần cho tới khi bị sụp đổ vào đầu thế kỷ 19.
Vào tháng 4 năm 1829, thái tử Maximilian (sau này là vua Maximilian II của Bayern) khám phá di tích lịch sử này trong một cuộc đi bộ và rất hứng cảm với cảnh đẹp xung quanh. Ông đã mua di tích này, hồi đó tên là Schwanstein vào năm 1832. Vào tháng 2 năm 1833, việc xây dựng lâu đài mới bắt đầu, kéo dài đến mãi 1837, với những xây dựng thêm cho tới năm 1855. Kiến trúc sư mà chịu trách nhiệm, Domenico Quaglio, chịu trách nhiệm cho kiểu tân gothic mà trang hoàng bên ngoài. Ông ta chết vào năm 1837 và công việc được tiếp tục bởi Joseph Daniel Ohlmüller (chết năm 1839) và Georg Friedrich Ziebland. Nữ hoàng Marie đã tạo ra một vườn cây Alpen với những cây cối mà được thu nhặt từ khắp mọi nơi từ vùng núi Alpen.
Hohenschwangau là nơi cư ngụ chính thức vào mùa hè và dịp săn bắn của Maximilian, vợ ông ta Marie của Phổ, và 2 người con trai của họ, Ludwig (sau này là vua Ludwig II của Bayern) và Otto (vua Otto I của Bayern). Hai hoàng tử trẻ đã trải qua nhiều năm trong thời niên thiếu ở đây. Vua và hoàng hậu sống trong tòa nhà chính, hai cậu trẻ căn nhà bên cạnh.

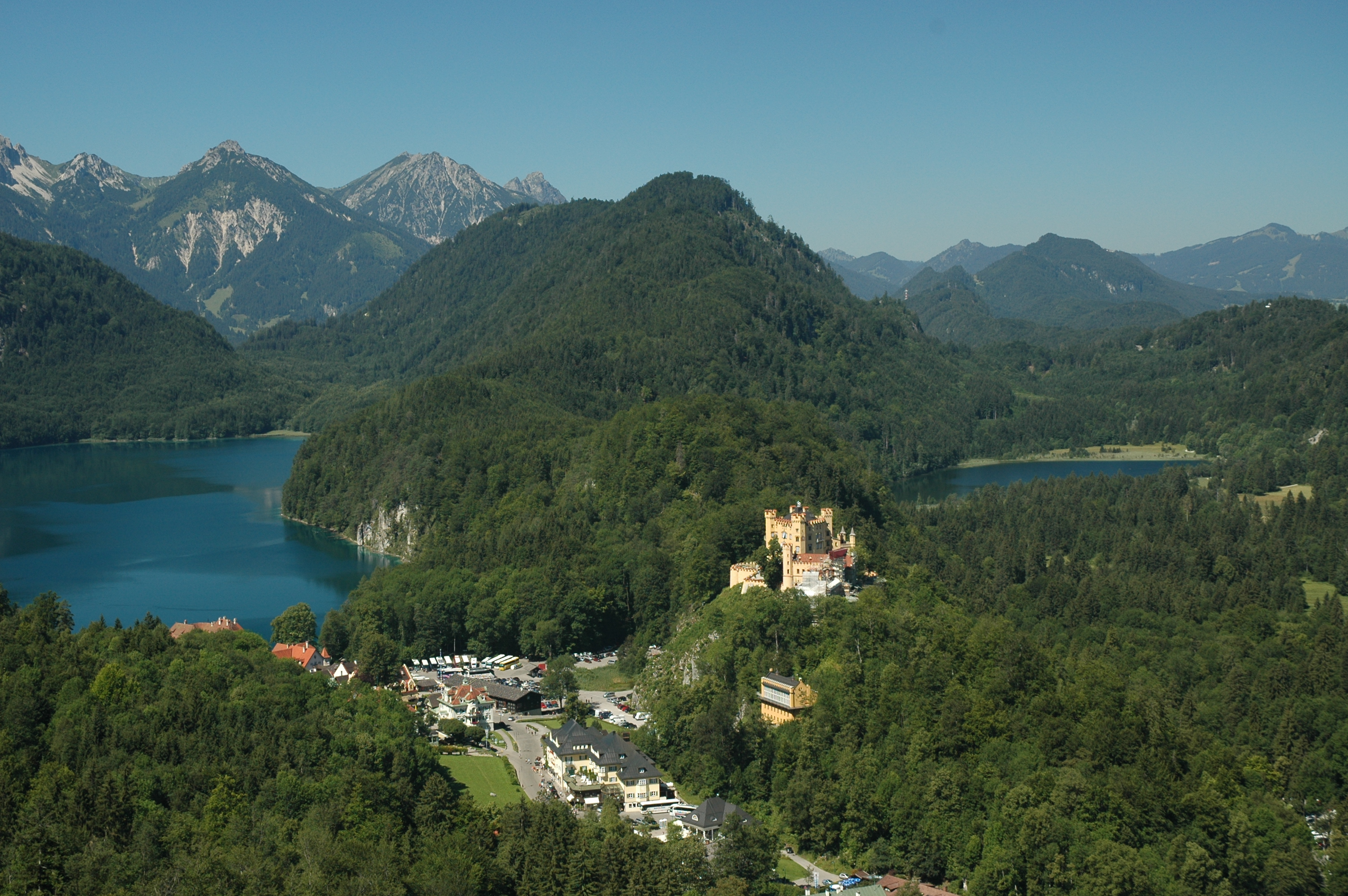
Làng Hohenschwangau với lâu đài nhìn từ lâu đài Neuschwanstein.

Vua Maximilian mất năm 1864 và con trai ông Ludwig lên nối ngôi, chuyển tới phòng của cha ông ở lâu đài. Bởi vì Ludwig không lấy vợ, mẹ ông Marie có thể tiếp tục sống ở tầng của bà. Vua Ludwig thích sống ở Hohenschwangau, nhất là sau năm 1869 lâu đài mới của ông ta, khi Neuschwanstein, bắt đầu được xây nằm ở gần đó.
Sau cái chết của Ludwig vào năm 1886, nữ hoàng Marie là người duy nhất của hoàng tộc ở đây cho tới khi bà chết vào năm 1889. Anh họ bà, nhiếp chính vương Luitpold von Bayern, tới ở tầng 3 tòa nhà chính. Ông ta cho bắt điện và thiết kế một thang máy điện năm 1905. Luitpold chết vào năm 1912 và lâu đài vào những năm sau đó trở thành thư viện cho công chúng vào xem.